# Driedaagse De Panne - Koksijde 2007
La Driedaagse De Panne - Koksijde 2007 (it.: Tre giorni di La Panne 2007), trentunesima edizione della corsa, si svolse in due tappe e due semitappe dal 3 al 5 aprile 2007 per un percorso di 549 km. Fu vinta dall'italiano Alessandro Ballan, che terminò la gara in 12h48'07".

## Tappe
| Tappa  | Data     | Percorso                                | km   | Vincitore di tappa | Leader cl. generale |
| ------ | -------- | --------------------------------------- | ---- | ------------------ | ------------------- |
| 1ª     | 3 aprile | Middelkerke > Zottegem                  | 192  | Luca Paolini       | Luca Paolini        |
| 2ª     | 4 aprile | Zottegem > Koksijde                     | 228  | Daniele Bennati    | Luca Paolini        |
| 3ª-1ª  | 5 aprile | De Panne > De Panne                     | 119  | Gert Steegmans     | Luca Paolini        |
| 3ª-2ª  | 5 aprile | De Panne > De Panne (cron. individuale) | 13,7 | Stijn Devolder     | Alessandro Ballan   |
| Totale | Totale   | Totale                                  | 549  |                    |                     |

## Squadre e corridori partecipanti
| N.      | Cod. | Squadra               |
| ------- | ---- | --------------------- |
| 1-8     | PRL  | Predictor-Lotto       |
| 11-18   | QSI  | Quick Step-Innergetic |
| 21-28   | BTL  | Bouygues Télécom      |
| 31-38   | SDV  | Saunier Duval-Prodir  |
| 41-48   | DSC  | Discovery Channel     |
| 51-58   | MRM  | Team Milram           |
| 61-68   | LIQ  | Liquigas              |
| 71-78   | FDJ  | Française des Jeux    |
| 81-88   | RAB  | Rabobank              |
| 91-98   | LAM  | Lampre-Fondital       |
| 101-108 | AST  | Astana                |
| 111-118 | TMO  | T-Mobile Team         |

| N.      | Cod. | Squadra                      |
| ------- | ---- | ---------------------------- |
| 121-128 | UNT  | Unibet.com                   |
| 131-138 | LAN  | Landbouwkrediet-Tönissteiner |
| 141-148 | JAC  | Chocolade Jacques            |
| 151-158 | WIE  | Team Wiesenhof-Felt          |
| 161-168 | DFL  | DFL-Cyclingnews-Litespeed    |
| 171-178 | TEN  | Tenax-Menikini               |
| 181-186 | ASA  | Acqua & Sapone-Caffè Mokambo |
| 191-198 | NIC  | Navigators Insurance         |
| 201-207 | INT  | Intel-Action                 |
| 211-218 | TCS  | Tinkoff Credit Systems       |
| 221-226 | PAN  | Ceramica Panaria-Navigare    |
| 231-238 | JAR  | Jartazi Promo Fashion        |

## Dettagli delle tappe

### 1ª tappa
- 3 aprile: Middelkerke > Zottegem – 192 km

Risultati
| Pos. | Corridore         | Squadra    | Tempo    |
| ---- | ----------------- | ---------- | -------- |
| 1    | Luca Paolini      | Liquigas   | 4h30'27" |
| 2    | Alessandro Ballan | Lampre     | s.t.     |
| 3    | Kevin Hulsmans    | Quick Step | a 11"    |

| Pos. | Corridore         | Squadra    | Tempo    |
| ---- | ----------------- | ---------- | -------- |
| 1    | Luca Paolini      | Liquigas   | 4h30'17" |
| 2    | Alessandro Ballan | Lampre     | a 4"     |
| 3    | Kevin Hulsmans    | Quick Step | a 17"    |

### 2ª tappa
- 4 aprile: Zottegem > Koksijde – 227 km

Risultati
| Pos. | Corridore       | Squadra       | Tempo    |
| ---- | --------------- | ------------- | -------- |
| 1    | Daniele Bennati | Lampre        | 5h30'32" |
| 2    | Graeme Brown    | Rabobank      | s.t.     |
| 3    | Tomas Vaitkus   | Discovery Ch. | s.t.     |

| Pos. | Corridore         | Squadra       | Tempo     |
| ---- | ----------------- | ------------- | --------- |
| 1    | Luca Paolini      | Liquigas      | 10h00'49" |
| 2    | Alessandro Ballan | Lampre        | a 9"      |
| 3    | Serhij Matvjejev  | Ceramica Pan. | a 18"     |

### 3ª tappa-1ª semitappa
- 5 aprile: De Panne > De Panne – 119 km

Risultati
| Pos. | Corridore         | Squadra      | Tempo    |
| ---- | ----------------- | ------------ | -------- |
| 1    | Gert Steegmans    | Quick Step   | 2h33'20" |
| 2    | Daniele Bennati   | Lampre       | s.t.     |
| 3    | Gabriele Balducci | Acqua & Sap. | s.t.     |

| Pos. | Corridore         | Squadra       | Tempo     |
| ---- | ----------------- | ------------- | --------- |
| 1    | Luca Paolini      | Liquigas      | 12h34'06" |
| 2    | Alessandro Ballan | Lampre        | a 10"     |
| 3    | Serhij Matvjejev  | Ceramica Pan. | a 21"     |

### 3ª tappa-2ª semitappa
- 5 aprile: De Panne > De Panne – Cronometro individuale – 11 km

Risultati
| Pos. | Corridore      | Squadra       | Tempo  |
| ---- | -------------- | ------------- | ------ |
| 1    | Stijn Devolder | Discovery Ch. | 13'25" |
| 2    | David Millar   | Saunier Duval | a 7"   |
| 3    | Vladimir Gusev | Discovery Ch. | a 9"   |

| Pos. | Corridore         | Squadra   | Tempo     |
| ---- | ----------------- | --------- | --------- |
| 1    | Alessandro Ballan | Lampre    | 12h48'07" |
| 2    | Joost Posthuma    | Rabobank  | a 6"      |
| 3    | Bert Roesems      | Predictor | a 11"     |

## Evoluzione delle classifiche
| Tappa              | Vincitore          | Classifica generale Maglia bianca | Classifica a punti Maglia verde | Classifica scalatori Maglia rossa | Classifica sprint Maglia blu | Classifica a squadre  |
| ------------------ | ------------------ | --------------------------------- | ------------------------------- | --------------------------------- | ---------------------------- | --------------------- |
| 1ª                 | Luca Paolini       | Luca Paolini                      | Luca Paolini                    | Jan Kuyckx                        | Serhij Matvjejev             | ?                     |
| 2ª                 | Daniele Bennati    | Luca Paolini                      | Luca Paolini                    | Jan Kuyckx                        | Sergey Lagutin               | Quick Step-Innergetic |
| 3ª-1ª              | Gert Steegmans     | Luca Paolini                      | Daniele Bennati                 | Jan Kuyckx                        | Sergey Lagutin               | ?                     |
| 3ª-2ª              | Stijn Devolder     | Alessandro Ballan                 | Daniele Bennati                 | Jan Kuyckx                        | Sergey Lagutin               | Quick Step-Innergetic |
| Classifiche finali | Classifiche finali | Alessandro Ballan                 | Daniele Bennati                 | Jan Kuyckx                        | Sergey Lagutin               | Quick Step-Innergetic |

## Classifiche finali

### Classifica generale
| Pos. | Corridore          | Squadra       | Tempo     |
| ---- | ------------------ | ------------- | --------- |
| 1    | Alessandro Ballan  | Lampre        | 12h48'07" |
| 2    | Joost Posthuma     | Rabobank      | a 6"      |
| 3    | Bert Roesems       | Predictor     | a 11"     |
| 4    | Serhij Matvjejev   | Ceramiche P.  | a 17"     |
| 5    | Vladimir Gusev     | Discovery Ch. | a 38"     |
| 6    | Sébastien Rosseler | Quick Step    | a 45"     |
| 7    | Kevin Hulsmans     | Quick Step    | a 49"     |
| 8    | Markus Eichler     | Unibet.com    | a 54"     |
| 9    | Daniele Bennati    | Lampre        | a 55"     |
| 10   | Luca Paolini       | Liquigas      | a 1'06"   |

### Classifica a punti
| Pos. | Corridore         | Squadra       | Punti |
| ---- | ----------------- | ------------- | ----- |
| 1    | Daniele Bennati   | Lampre        | 37    |
| 2    | Luca Paolini      | Liquigas      | 33    |
| 3    | Graeme Brown      | Rabobank      | 24    |
| 4    | Alessandro Ballan | Lampre        | 19    |
| 4    | Tomas Vaitkus     | Discovery Ch. | 18    |

### Classifica scalatori
| Pos. | Corridore         | Squadra         | Punti |
| ---- | ----------------- | --------------- | ----- |
| 1    | Jan Kuyckx        | Landbouwkrediet | 45    |
| 2    | Alessandro Ballan | Lampre          | 20    |
| 3    | Joost Posthuma    | Rabobank        | 10    |
| 4    | Christian Murro   | Tenax           | 9     |
| 5    | Stijn Devolder    | Discovery Ch.   | 9     |

### Classifica sprint
| Pos. | Corridore         | Squadra         | Punti |
| ---- | ----------------- | --------------- | ----- |
| 1    | Sergey Lagutin    | Navigators Ins. | 7     |
| 2    | Serhij Matvjejev  | Ceramiche Pan.  | 3     |
| 3    | Luca Paolini      | Liquigas        | 3     |
| 4    | Jan Kuyckx        | Landbouwkrediet | 3     |
| 5    | Alessandro Ballan | Lampre          | 3     |

### Classifica a squadre
| Pos. | Squadra                            | Tempo     |
| ---- | ---------------------------------- | --------- |
| 1    | Quick Step-Innergetic              | 38h26'55" |
| 2    | Discovery Channel Pro Cycling Team | a 1'34"   |
| 3    | Lampre-Fondital                    | a 1'44"   |
| 4    | Predictor-Lotto                    | a 2'09"   |
| 5    | Astana                             | a 3'04"   |